# Шульженко, Клавдия Ивановна
Кла́вдия Ива́новна Шульже́нко (11 (24) марта 1906, Харьков, Российская империя — 17 июня 1984, Москва, СССР) — советская эстрадная певица, актриса. Народная артистка СССР (1971). Участница Великой Отечественной войны.

## Биография и творчество
Родилась 11 (24) марта 1906 года в Харькове в Александровской больнице. Отец Иван Иванович Шульженко работал бухгалтером Главного управления железной дороги. С 1923 года жила на Москалёвке — на Владимирской улице, № 45, кв. 6.
Исполнять народные песни начала с конца 1910-х годов. Нотной грамоте и пению обучалась частным образом у профессора Харьковской консерватории Н. Л. Чемезова. В 1923 году стала артисткой Харьковского театра драмы под руководством Н. Н. Синельникова. В том же году дебютировала как певица, исполнив романс «Звёзды на небе» в спектакле «Казнь». Принимала участие во всех дивертисментах, даваемых в театре, параллельно выступая в рабочих клубах и на летних эстрадных площадках города. Исполнявшиеся ею в этот период «Шахта № 3» и «Песня о кирпичном заводе» считаются первыми образцами современной бытовой песни. Летом 1925 года начала работать в Краснозаводском драматическом театре Харькова. В 1927 композитор Юлий Мейтус специально для неё написал несколько новых произведений («Красный мак», «Красная армия», «Гренада»), которые вскоре стали популярными.
В мае 1928 года состоялся её певческий дебют на сцене Мариинского театра в Ленинграде на концерте, посвящённом Дню печати.
В 1929—1942 годах — артистка Ленгосэстрады, работала солисткой джаз-оркестра под управлением Я. Б. Скоморовского.
В октябре 1931 года в Ленинградском мюзик-холле состоялась премьера спектакля «Условно убитый», где певица сыграла роль Машеньки Фунтиковой. Музыку к этому спектаклю написал Дмитрий Шостакович, а за дирижёрским пультом стоял Исаак Дунаевский. Также участвовала в программах «Аттракционы в действии». В 1934 году снялась в кинофильме режиссёра М. А. Авербаха «Кто твой друг?» в роли Веры. В 1936 году были сделаны её первые граммофонные записи. Осенью 1939 года прошёл I Всесоюзный конкурс артистов эстрады. «Челита», «Девушка, прощай» и «Записка» — три песни, представленные певицей, произвели на жюри и зрителей неизгладимое впечатление. Она стала лауреатом конкурса, разделив четвёртую премию в вокальном жанре с Кэто Джапаридзе. Росла её известность. Шульженко много записывалась для грампластинок, которые не залёживались на прилавках. В её репертуар входили популярные танго «Утомлённое солнце», фокстроты «Дружба» («Когда простым и нежным взором…»), «Андрюша», «Дядя Ваня»; она по-актёрски «играла» сюжетные песни «Руки», «Записка».

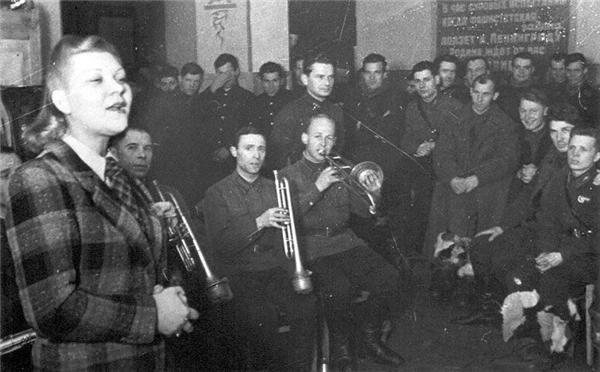
Выступление Клавдии Шульженко перед бойцами. Ленинградский фронт, 1941 год

С 1937 года Клавдия Шульженко вместе с мужем Владимиром Коралли выступали в Ленинградском джаз-оркестре под управлением трубача и дирижёра Алексея Семёнова. В январе 1940 года Шульженко и Коралли стали художественными руководителями этого оркестра, а Алексей Семёнов — его музыкальным руководителем. Ленинградский джаз-ансамбль под руководством Клавдии Шульженко и Владимира Коралли приобрёл большую популярность и просуществовал до 12 сентября 1945 года.
Начало Великой Отечественной войны застало певицу на гастролях в Ереване. Она добровольно вступила в ряды действующей Красной армии. Их с Коралли оркестр стал Фронтовым джаз-оркестром Ленинградского военного округа (в 1942 году джаз-ансамбль при ленинградском Доме Красной Армии имени С. М. Кирова), с которым певица сотни раз пела для бойцов Ленинградского фронта. Её песни звучали на передовой и в госпиталях. В конце 1941 года в её репертуаре появилась ставшая впоследствии легендарной песня польского композитора Ежи Петерсбурского «Синий платочек», обретшая в 1942 году новый текст Михаила Максимова (в том же году вошла в фильм «Концерт фронту»). Журналисты писали, что окончательное творческое кредо Шульженко, её художественная тема и лирическая героиня сформировались именно в военные годы, поскольку в репертуаре артистки больше не было «случайных» песен. На самом же деле песни по-прежнему были разными, просто Шульженко научилась делать их «своими». За время блокады Ленинграда она дала свыше 500 концертов для солдат. Благодаря исполнению фронтовых песен «Синий платочек», «Давай закурим» и других Шульженко получила всесоюзное признание. На сцене Ленинградского Дома Красной Армии 12 июля 1942 года состоялся 500-й концерт певицы и Фронтового джаз-ансамбля. С ним она гастролировала в действующих войсках на протяжении всей войны.
С 1943 года — в Москве, артистка Всероссийского гастрольно-концертного объединения, затем Москонцерта. С лета 1945 года певица стала выступать сольно. Гастролировала за рубежом.
После войны продолжила свою концертную деятельность. В 1947 году в её репертуаре появилась ставшая впоследствии широко известной песня «Друзья-однополчане». В 1954 году вышла первая долгоиграющая пластинка певицы. В марте того же года она снялась в кинофильме режиссёра В. П. Строевой «Весёлые звёзды».
В июле 1956 года познакомилась с кинооператором Георгием Епифановым, который влюбился в неё ещё в 1940 году, когда случайно купил её первую пластинку. А через несколько месяцев, попав на её концерт в Ленинграде, понял, что «пропал» окончательно. Многие годы присылал ей письма, телеграммы и открытки из мест своих многочисленных командировок, подписываясь «Г. Е.». Впоследствии выяснилось, что певица, получавшая обильную почту, письма от «Г. Е.» выделяла и хранила отдельно. Встретив его в реальной жизни, она ответила ему взаимностью и стала его фактической женой. Епифанов был моложе Клавдии Ивановны на 12 с лишним лет, но всегда говорил, что чувствует себя старше: она кажется ему девочкой, которую нужно оберегать и защищать. Он бережно собирал письма и телеграммы, которые теперь уже Шульженко посылала ему из своих гастрольных поездок: «Сегодня пела только для тебя, мой родной, любимый Жорж! Ты вошёл в мою жизнь, когда она потеряла для меня смысл и интерес. Ты вдохнул в меня жизнь. 21 июля 1956 года, когда мы встретились, — великий день для меня, день моего второго рождения для любви. Сколько мне осталось — всё твоё». Этот фактический брак распался в 1964 году и возобновился в 1976-м после юбилейного концерта Клавдии Ивановны в Колонном зале Дома Союзов. Присутствовавший на концерте Епифанов был потрясён её выступлением и стал инициатором примирения.
В октябре 1965 года певица приняла участие в Первом фестивале советской эстрадной песни, проходившем в Московском государственном театре эстрады. Через два года (1967) она стала членом жюри этого фестиваля.
В 1980 году записала свою последнюю долгоиграющую пластинку «Портрет». В 1981 году в издательстве «Молодая гвардия» вышли её мемуары «Когда вы спросите меня…» (литературная запись Глеба Скороходова). В декабре 1983 года певица приняла участие в съёмках телевизионного фильма «Вас приглашает Клавдия Шульженко» (режиссёр — С. Журавлёв), премьера которого состоялась 18 декабря по первому каналу Центрального телевидения.
В жизни певица отличалась достаточно прихотливым характером. Она никогда не экономила, любила дорогую парфюмерию, отдавала предпочтение концертной одежде от известных модельеров. Среди её нарядов от знаменитых кутюрье было и концертное платье от ещё малоизвестного тогда модельера Вячеслава Зайцева. При этом Шульженко никогда не имела собственного автомобиля. В её московской квартире стоял рояль, который Дмитрий Шостакович проиграл когда-то Исааку Дунаевскому в преферанс, а певица выкупила инструмент. В записной книжке — телефоны поликлиники Большого театра и домашний номер Аркадия Райкина, с которым её связывала крепкая дружба.

Могила Клавдии Шульженко, Новодевичье кладбище

### Смерть
Шульженко долго болела. Перед смертью впала в кому, которая длилась две недели. 
Скончалась 17 июня 1984 года в Москве в возрасте 78 лет. 
Похоронена на Новодевичьем кладбище Москвы (участок № 10). По воспоминаниям очевидцев, в день её похорон шёл дождь, но когда гроб опускали в могилу, вдруг выглянуло солнце.

### Семья
Муж (с 1930 по 1956) — Владимир Коралли (настоящая фамилия — Кемпер, 1906—1995), эстрадный певец и артист разговорного жанра. Заслуженный работник культуры РСФСР (1979). Скончался через 11 лет после смерти певицы, и его похоронили рядом с бывшей женой.
Сын Игорь Кемпер (1932—2020), работал главным инженером «Мосгаза». 
Гражданский брак (с 1956 по 1964 и с 1976 до смерти Шульженко) — Георгий Епифанов (1918—1997), кинооператор.

## Награды и звания
- Лауреат I Всесоюзного конкурса артистов эстрады (1939)
- Заслуженная артистка РСФСР (1945)
- Народная артистка РСФСР (1962)
- Народная артистка СССР (1971)
- Орден Ленина (1976)
- Орден Красной Звезды (1945)
- Орден Трудового Красного Знамени (1967)[15]
- Медаль «За доблестный труд. В ознаменование 100-летия со дня рождения Владимира Ильича Ленина» (1970)
- Медаль «За оборону Ленинграда» (1942)
- Медаль «За победу над Германией в Великой Отечественной войне 1941—1945 гг.» (1945)
- Медаль «Двадцать лет Победы в Великой Отечественной войне 1941—1945 гг.» (1965)
- Медаль «Тридцать лет Победы в Великой Отечественной войне 1941—1945 гг.» (1975)
- Медаль «За доблестный труд в Великой Отечественной войне 1941—1945 гг.» (1945)
- Медаль «Ветеран труда»
- Медаль «50 лет Вооружённых Сил СССР» (1968)
- Медаль «60 лет Вооружённых Сил СССР» (1978)
- Медаль «В память 800-летия Москвы» (1947)
- Медаль «В память 250-летия Ленинграда» (1956)

## Репертуар
- Андрюша (И. Жак — Г. Гридов)
- А снег повалится… (Г. Пономаренко — Е. Евтушенко)
- А я вижу (А. Островский — Л. Ошанин)
- А я всё помню (Г. Подэльский — Г. Тихая)
- Бабушкино танго (Э. Колмановский — В. Раздольский)
- Бабье лето (Т. Маркова — И. Кохановский)
- Былое увлеченье (слова и музыка О. Строк)
- Баллада о дружбе (Т. Маркова — Л. Ошанин)
- Беспокойное сердце (Л. Беженцев — И. Финк)
- Будь спортсменом (А. Лепин — О. Фадеева)
- Болельщик Миша (А. Островский — Ю. Цейтлин)
- Баллада о китайском мальчике (З. Левина — Г. Рублёв)
- Встречи (И. Жак — Г. Гридов)
- Воспоминания о Москве (Н. Иллютович — В. Драгунский)
- Вальс о вальсе (Э. Колмановский — Е. Евтушенко)
- В вагоне поезда (И. Жак — М. Карелина)
- В день серебряной свадьбы (Н. Иллютович — О. Фадеева)
- Вдвоём (В. Сорокин — В. Лившиц)
- Веришь — не веришь (А. Островский — Л. Ошанин)
- Верность (А. Новиков — В. Харитонов)
- Весенняя песня (Н. Иллютович — П. Герман)
- В небе звёзды горячи (Т. Маркова — О. Богданов)
- Возьми гитару (А. Лепин — М. Пляцковский)
- В праздничный вечер (А. Островский — Л. Ошанин)
- Всё проходит (А. Рязанов — Н. Коваль)
- Всё стало вокруг («Лирическая песня» из кинофильма «Сердца четырех») (Ю. Милютин — Е. Долматовский)
- Встреча с поэтом (А. Хачатурян — П. Герман)
- Вступительная песня (Б. Мандрус — Б. Брянский)
- Воспоминание (Б. Мандрус — И. Берман и И. Уткин)
- Возвращение (Иду по знакомой дорожке) (А. Владимирцов — Г. Гридов)
- Вечер на рейде (В. Соловьёв-Седой — А. Фатьянов)
- Веер (муз. Л. Грега)
- Все будет так, как было прежде (И. Жак — Г. Гридов)
- Где же вы теперь, друзья-однополчане? (В. Соловьёв-Седой — А. Фатьянов)
- Где ж ты, мой сад?(В. Соловьев-Седой — А. Фатьянов)
- Говорите мне о любви (О. Минц — В. Масс)
- Голубка (С. Ирадье — С. Болотин, Т. Сикорская)
- Голубоглазый мальчик (Э. Колмановский — В. Драгунский)
- Гренада (Ю. Мейтус — М. Светлов)
- Да, да, да (С. Кац — Б. Брянский)
- Давай закурим (М. Табачников — И. Френкель)
- Давай помолчим (Е. Жарковский — В. Лазарев)
- Два сольди (Д. Панки — Г. Шергова)
- Девичье сердце (А. Лепин — О. Фадеева)
- Девичьи попевочки (О. Фельцман — М. Матусовский)
- Девичья колхозная (М. Табачников — Я. Зискинд)
- Девичья песня (А. Новиков — В. Харитонов)
- Девушка милая (В. Сорокин — Г. Русецкая)
- День рождения (Н. Иллютович — И. Кобзев)
- Домовой (Л. Мерабов — М. Танич)
- Дорогой длинною (Б. Фомин — К. Подревский)
- Дорогой человек (Е. Жарковский — В. Петров)
- Дружба (В. Сидоров — А. Шмульян)
- Дядя Ваня (М. Табачников — А. Галла)
- До свидания, тихий Дон (русская народная песня)
- Девушка, прощай! (С. Тартаковский — М. Исаковский)
- Два Максима (С. Кац — В. Дыховичный)
- До завтра (обр. Б. Мандруса — И. Берман)
- Душа моя Маруся (Как за Камой, за рекой) (В. Соловьёв-Седой — В. Гусев) с Владимиром Коралли)
- Домино (Ж. Феррори — Л. Давидович, В. Драгунский)
- Две кукушечки (белорусская народная песня)
- Если вам ночью не спится (А. Островский — С. Михалков)
- Если вы были влюблены (З. Левина — С. Болотин, Т. Сикорская)
- Ежовые рукавицы (О. Фельцман — О. Фадеева)
- Если Волга разольется (И. Дунаевский — В. Лебедев-Кумач)
- Живи (Л. Форре — Г. Шергова)
- Женщина в борьбе за мир (муз. Н. Иллютович)
- Забытый вальс (М. Табачников — Я. Зискинд)
- Задушевная беседа (З. Левина — Л. Давидович, В. Драгунский)
- Записка (Н. Бродский — П. Герман)
- Зачем грустите, ивы? (А. Мажуков — В. Харитонов)
- Звени, гитара (А. Рязанов — Н. Коваль)
- Знаю, ты не придёшь (музыка и слова В. Левашова)
- Звёзды на небе (В. Борисов — Е. Дитерихс)
- И шуме, и гуде (украинская народная песня)
- Испанская серенада (Малау)
- Когда говорят кастаньеты (Б. Мандрус — С. Болотин и Т. Сикорская)
- К другу (А. Островский — Н. Дунаев)
- Камея (М. Феркельман — О. Фадеева)
- Когда-нибудь (Л. Лядова — О. Милявский)
- Красная Армия (Ю. Мейтус — Е. Брейтигам)
- Красный мак (Ю. Мейтус — Е. Брейтигам)
- Крутится, вертится (Т. Маркова — И. Кашежева)
- Кто ты? (обр. Б. Мандруса — Б. Брянский)
- Курносый (Б. Фомин — И. Финк)
- Курьер за счастьем (Б. Фомин — Д. Долев, Ю. Данцигер)
- Караваньеро (А. Берганский — Т. Сикорская)
- Кастаньеты (Н. Досталь — Я. Зискинд)
- Колонна Октябрей (Ю. Мейтус — С. Тартаковский)
- Лесная сказка (О. Фельцман — О. Фадеева)
- Лирические припевки (Я. Рассин — С. Прокофьев, А. Прокофьев, А. Гевелинг)
- Лодочка (Т. Маркова — Л. Давидович)
- Лолита (А. Островский — И. Френкель)
- Лунной тропой (А. Островский — Г. Регистан)
- Любимая песенка (А. Цфасман — Н. Д. Лабковский)
- Любовь и спорт (А. Владимирцов — А. Д’Актиль) с Владимиром Коралли
- Левый марш (немецкая, на стихи В. Маяковского)
- Лучинушка (старинная русская песня)
- Малыш (З. Левина — О. Фадеева)
- Мама (М. Табачников — Г. Гридов)
- Минуты (А. Островский — Я. Зискинд)
- Мой старый парк (А. Островский — В. Бахнов, Я. Костюковский)
- Молчание (И. Дунаевский — М. Матусовский)
- Морщинки (И. Лазовский — Я. Зискинд)
- Московская ночь (М. Табачников — Я. Зискинд)
- Моя тень (Опустилась ночь над Ленинградом) (Б. Тимофеев — А. Жерве, В. Крахт)
- Мама, что произошло… (Б. Мандрус — С. Болотин)
- Мальчик и скрипка (Б. Мандрус — А. Олицкий)
- Московский клен (М. Табачников — Л. Давидович)
- Марчелино (М. Двилянский — А. Мерлин)
- Мудрый судья (обр. Сибирского — С. Болотин)
- Морячка (Л. Бакалов — М. Исаковский)
- Моя Родина (А. Хачатурян — Г. Гридов)
- Мы все студенты (А. Островский — Л. Давидович, В. Драгунский)
- Мы из Одессы моряки (Ю. Милютин — В. Гусев)
- Мы оба молоды (П. Марсель, обр. М. Корика — М. Карелина)
- Мы с тобою не дружили (Б. Мокроусов — М. Исаковский)
- На далёком берегу (Б. Тимофеев — В. Крахт)
- На санках (Жорж и Кэтти) (Ю. Мейтус — Е. Брейтигам)
- Настанет день (Б. Фомин — П. Герман)
- Начало и конец (А. Островский — О. Фадеева)
- Наши милые мужчины (Л. Мерабов — О. Гаджикасимов)
- Не жалею (Б. Фомин — П. Герман)
- Не забудь (В. Сидоров — Уманский, Александр Ефимович А. Уманский)
- Не надо (Ю. Владимиров — Б. Брянский)
- Не скрывай (Ю. Милютин — В. И. Лебедев-Кумач)
- Не тревожь ты себя (В. Соловьев-Седой — М. Исаковский)
- Не шути (обр. Б. Мандрус — Я. Зискинд)
- Незабудка (А. Лепин — Ф. Лаубе)
- Немножко о себе (Е. Жарковский — Д. Седых)
- Неужели (Б. Мандрус — С. Болотин)
- Ни да, ни нет (Б. Мандрус — Т. Сикорская и С. Болотин)
- Нам двоим (Посмотри на меня повнимательней) (Т. Маркова — А. Ольгин)
- Никогда (Д. Бицко — П. Герман)
- Негритянская колыбельная (М. Портов — М. Фрадкин)
- Нет, нет (испанская народная песня)
- Нюра (И. Жак — И. Финк)
- Одна (Т. Маркова — З. Петрова)
- Ожидание (слова и музыка М. Фрадкина)
- Окрыляющее слово (И. Дунаевский — Г. Рублёв)
- О любви не говори (А. Владимирцов — Н. Лабковский)
- Остановись (Л. Лядова — Г. Ходосов)
- Отвори (испанская народная песня) (обр. Б. Мандрус — С. Болотин)
- От края и до края (И. Дзержинский — Л. Дзержинский)
- Отрада (старинная русская песня) (М. Шишкин — С. Рыскин)
- О чём шептал мне старый сад (С. Туликов — М. Пляцковский)
- Обещайте мне (З. Левина — Я. Зискинд)
- Первая встреча (К. Альмаран — Ю. Цейтлин)
- Партизаны (А. Гарис — В. Дыховичный)
- Песенка для родителей (А. Н. Цфасман — Л. Визен)
- Песенка о мужьях (М. Воловац — И. Финк)
- Песня креолки (М. Феркельман — Н. Лабковский)
- Песня московских студентов (А. Новиков — Л. Ошанин)
- Песня о гордой девушке (А. Островский — Л. Ошанин)
- Песня о звёздах («Звёзды» из кинофильма «Веселые звёзды») (И. Дунаевский — М. Матусовский)
- Песня о Киеве (А. Соболев — К. Филиппова-Диодорова)
- Песня о кирпичном заводе (Кирпичики) (В. Кручинин — П. Герман)
- Песня о любви (На тот большак, на перекрёсток…) (Как на свете без любви прожить?) (из кинофильма «Простая история») (М. Фрадкин — Н. Доризо)
- Песня о маленькой девочке (Верочка) (А. Лустиг — Б. Брянский)
- Песня о старом друге (Б. Фиготин — И. Суслов, Ю. Бидерман)
- Песня о юге (Я. Пригожий — Ю. Адамович)
- Песня о юге (Е. Петерсбургский — А. Галла)
- Песенка об отдыхе (Б. Мандрус — О. Фадеева)
- Песня Рейчел (В. Мурадели — А. Коваленков)
- Песня Тани из к/ф «На отдыхе» (И. Дзержинский — ?)
- Песня французской девушки (Н. Иллютович — Л. Давидович)
- Петь для России (Д. Ашкенази — П. Леонидов)
- Письмо (Я. Рассин — М. Карелина)
- Письмо матери (В. Липатов — С. Есенин)
- Пиши, мой друг (М. Табачников, обр. И. Жака — Г. Эль-Регистан)
- Плясовая (Г. Носов — А. Чуркин)
- Поверь (О. Фельцман — Л. Некрасова)
- Подъезд (А. Лепин — Ф. Лаубе)
- Портрет (обр. Н. Минха — М. Орцеви)
- Последний бой из киноэпопеи «Освобождение» (слова и музыка М. Ножкина)
- Приходи на свидание (А. Островский — Н. Лабковский)
- Приходи поскорей (Б. Фомин или А.Гаррис — И. Финк)
- Простая девчонка (обр. Б. Мандрус — Т. Сикорская)
- Простые мечты (Ги Лаупарте, обр. Г. Изаксон — В. Драгунский)
- Простые слова (Б. Фомин — И. Финк)
- Прощальный луч (А. Цфасман — Н. Лабковский)
- Попутчица (Н. Иллютович — И. Кобзев)
- Парень с нашей улицы (А. Островский — О. Фадеева)
- Парень заводской (М. Двилянский — Мерлин))
- Песенка о Павлуше и Аглае (Б. Мандрус — А. Вентцель)
- Песня о пилотах (О. Фельцман — Я. Хелемский)
- Первый бал (Н. Иллютович — Л. Давидович)
- Папиросница и матрос (Ю. Мейтус — Е. Брейтигам)
- Памятный день (Б. Тимофеев — В. Крахт)
- Петлицы голубые (И. Финк — Г. Гридов)
- Песня о Ленинграде (А. Лепин — П. Шубин)
- Прощай, мечта (обр. Б. Мандруса — С. Болотин)
- Подружка (В. Ставрацкий — В. Крахт)
- Платье (Ю. Милютин — В. Крахт)
- Поет гармонь за Вологдой (В. Соловьев-Седой — А. Фатьянов)
- Письмо матери (И. Дунаевский — Г. Рублёв)
- Прощальная комсомольская (Братья Покрасс — М. Исаковский)
- Размышление (С. Каминский — В. Бут)
- Распрягайте, хлопцы, коней (украинская народная песня)
- Рассеянная (Л. Поляковский — С. Фогельсон)
- Расскажите-ка, ребята (В. Соловьев-Седой — А. Фатьянов)
- Родные просторы (Э. Хинкис — О. Фадеева)
- Роман с квасом (А. Владимирцов — А. Ставроцкий) с Владимиром Коралли
- Россия (В. Соловьев-Седой — В. Дыховичный)
- Руки (И. Жак — В. Лебедев-Кумач)
- Русая головка (А. Цфасман — В. Драгунский или Л. Давидович)
- Разноцветная песенка (Н. Иллютович — П. Герман)
- Розита (М. Блантер — П. Герман)
- Рохеле (С. Жак)
- Свадьба (Е. Овчинников — О. Добржанская)
- Сердечная песня (Л. Лядова — Г. Ходосов)
- Сибирский вечер (М. Фрадкин — Н. Грибачёв)
- Силуэт (Ю. Мейтус — Е. Брейтигам)
- Синеглазка (Р. Хозак — Е. Агранович)
- Синий платочек (Е. Петерсбургский — Я. М. Галицкий, М. А. Максимов)
- Сколько вам лет (Р. Брановская — О. Фадеева)
- Сколько мне лет? (К. Д. Акимов — К. Филиппова-Диодорова)
- Сочи (М. Табачников — А.Галла, М. Шварцберг)
- Срочный поцелуй (А. Островский — Ю. Цейтлин)
- Старая сказка (Г. Крейтнер — П. Бернацкий)
- Старинное танго (А. Мажуков — М. Пляцковский)
- Старые письма (Е. Розенфельд — В. Крахт)
- Старый вальс (Б. Фиготин — Ю. Соснин)
- Старый друг (Л. Бакалов — М. Шехтер)
- Студенческая застольная (А. Островский — О. Фадеева)
- Студенческая прощальная (Л. Поляковский — О. Милявский)
- Счастливого пути (З. Левина — Г. Рублёв)
- Сыновья (Б. Фомин — И. Финк)
- Сядем рядом у окна (?)
- Снежинка (старинный романс)
- Старинная песня о черте и его дочерях (Г. Крейтнер — П. Бернацкий)
- Снился мне сад (старинный романс)
- Садовое кольцо (Б. Фомин — Н. Коваль)
- Солдатская вдова (М. Фрадкин — М. Матусовский)
- Слезы и берёзы (М. Феркельман — Эльпорт)
- Семь часов (М. Табачников — Я. Зискинд)
- Сам не знаешь (М. Фрадкин — М. Матусовский)
- Старинный вальс (Я разлюбила Вас) (З. Левина — Л. Глазкова)
- Снегопад (Б. Мандрус — Г. Шергова)
- Саша (Б. Фомин — П. Герман)
- Сын (Колыбельная) (В. Соловьев-Седой — А. Фатьянов)
- Связка нот (С. Кац — П. Герман)
- Так повелось (М. Фрадкин — П. Леонидов)
- Тарантелла (обр. Б. Мандрус — Г. Шергова)
- Телефонный разговор (Л. Лядова — О. Милявский)
- Тёмно-вишнёвая шаль (слова и музыка неизвестного автора, обр. Я. Рассина)
- Товарищ гитара (Э. Колмановский — Е. Евтушенко)
- Точно (М. Табачников — С. Болотин)
- Три вальса (А. Цфасман — Л. Давидович, В. Драгунский)
- Ты придёшь (Д. Ашкенази — М. Ножкин)
- Твои глаза (Д. Тер-Татевосян — Б. Брянский)
- Тем, кто влюблён (Т. Маркова — Б. Брянский)
- Тачанка (К. Листов — М. Рудерман)
- Только ты (Л. Фишман — В. Масс и М. Червинский)
- Уличный певец (обр. Б. Мандрус — Ю. Цейтлин)
- Улыбнись (А. Островский — Б. Брянский)
- У микрофона (И. Жак — Барбарова)
- У полустанка (Е. Жарковский — А. Поперечный)
- Упрямый медведь (Б. Фомин — Б. Тимофеев)
- Уличная певица (обр. Б. Мандруса — Т. Сикорская и С. Болотин)
- Фраскита (арагонская хота, обр. Б. Мандрус — С. Болотин, Т. Сикорская)
- Физ — культ — ура! (В. Кручинин — О. Осенин)
- Часы (музыка и слова А. Волкова)
- Челита (обр. М. Феркельман — Н. Лабковский)
- Черноморская песня (Н. Богословский — С. Михалков)
- Чилийская песня (Чилийская — р. т. С. Болотин)
- Что такое любовь (А. Долуханян — М. Лисянский)
- Шахта № 3 (В. Кручинин — П. Герман)
- Шёл солдат из далёкого края (В. Соловьев-Седой — А. Фатьянов)
- Шелковый шнурок (старинный романс)
- Школьный вальс (И. Дунаевский — М. Матусовский)
- Это слишком мало (И. Петрова — Я. Рассин)
- Ягода (В. Соловьев-Седой — В. Винников)
- Я спешу, извините меня (Я. Френкель — К. Ваншенкин)
- Я тебя найду (М. Фрадкин — Л. Ошанин)

## Фильмография
- 1933 — Кто твой друг — Вера[9]
- 1936 — На отдыхе — озвучание — исполнение песни «Не звала его я, не искала…» (роль Т. Гурецкой — лётчица Маруся)[9]
- 1941 — Дочь моряка — исполнение за кадром песни «Мы из Одессы моряки»
- 1942 — Концерт фронту — исполнение песни «Синий платочек»
- 1954 — Весёлые звёзды — исполнение песен «Молчание» и «Звёзды милой Родины»[9]
- 1962 — Голубой огонёк (телепередача) — исполнение песни «Посмотри на меня повнимательней»
- 1965 — Голубой огонёк (телепередача) — исполнение песни «Бабье лето»
- 1975 — Военные сороковые (фильм-спектакль)[9]
- 1983 — Я возвращаю ваш портрет (документальный, автор сценария и режиссёр В. Виноградов)
- 1983 — Вас приглашает Клавдия Шульженко (документальный, автор сценария Г. Скороходов, режиссёр С. Журавлёв)

Архивные кадры
- 2006 — Три вальса (документальный)
- 2006 — Клавдия Шульженко (из цикла передач телеканала ДТВ «Как уходили кумиры») (документальный)[9]

## Память

Бюст К.И. Шульженко в Харькове

- На родине в Харькове установлен бюст певицы.
- Мемориальная доска установлена на доме № 22, корпус 2 по ул. Спиридоновке (бывшей Алексея Толстого) в Москве, где певица жила с 1948 по 1962 год.
- Установлены мемориальные доски в Харькове: на доме по ул. Владимирской, где жила певица, на Доме культуры (ранее Харьковского электромеханического завода), где она выступала, на здании Харьковской детской музыкальной школы № 12, которая носит имя К. И. Шульженко.
- В Харькове оформлены муралы на домах, посвященные К. И. Шульженко.
- 26 мая 1996 года в Харькове по адресу пер. Байкальский, 1 открылся городской Музей знаменитых харьковчан имени К. Шульженко. В экспозиции музея представлены личные вещи, концертные костюмы, документы и другие реликвии, принадлежавшие ей.
- На финальном концерте фестиваля «Песня года» вручается Премия имени Клавдии Шульженко.
- Именем Клавдии Шульженко названы улицы в Харькове и Люботине Харьковской области.
- В Харькове периодически проводится Международный фестиваль эстрадной песни имени К. И. Шульженко.
- В Москве на площади Звёзд Эстрады была установлена звезда Клавдии Ивановны Шульженко.
- В честь певицы назван астероид (4787) Шульженко.
- В июне 1984-го друг певицы, поэт Михаил Пляцковский написал стихотворение «Тихая, усталая (посв. К. И. Шульженко)». На эти стихи композитор Сергей Зубковский написал песню[16], которую впервые исполнил Владимир Трошин.
- К 100-летию К. Шульженко Саратовский джаз-оркестр Ретро подготовил программу по подлинным партитурам оркестров и ансамблей, с которыми выступала певица. В 2006 году эти песни вновь прозвучали на сцене Колонного зала Дома Союзов в Москве.
- 9 мая 2014 года состоялась премьера спектакля о жизни и творчестве певицы «Клавдия Шульженко. Старинный вальс» в Киевском театре русской драмы имени Леси Украинки (в главной роли Ольга Когут)[17].
- 24 марта 2016 года в день 110-летия со дня рождения Шульженко интернет-портал Google посвятил певице Doodle[18].
- В честь К. Шульженко в 2018 году Анатолий Журавлёв поставил спектакль-концерт «Клава», в котором «мужские» песни исполнял он сам, а женские — Полина Приходько-Журавлёва.
- В начале августа 2019 года в Харькове в городском саду имени Т. Шевченко была установлена скульптурная композиция с фигурами К. Шульженко и И. Дунаевского (автор Катиб Мамедов)[19].

### Книги
- Шульженко К. И. «Когда вы спросите меня…»: кн. мемуаров. — М.: Молодая гвардия, 1985. — 222 с.
- Скороходов Г. А. Клавдия Шульженко. Судьба актрисы — судьба песни. — М.: Советский композитор, 1974. — 1325 с.
- Василинина И. А. Клавдия Шульженко. — М.: Искусство, 1979. — 176 с.
- Хотулёв В. В. Клавдия Шульженко: Жизнь, любовь, песня. — М.: Олимп — Смоленск: Русич, 1998. — 410 с.
- Шульженко Клавдия Ивановна // Карнацевич, В. Л. 100 знаменитых харьковчан. — Харьков: Фолио, 2005. — С. 477—482.
- Берлин В. Д. К. И. Шульженко и Е. И. Брейтигам // Берлин В. Д. Мне б только растревожить старину… — Харьков: Ранок-Веста Харків, 2004. — С. 61-64. — 208 с.
- Бондарчук П. М. Шульженко Клавдія Іванівна // Енциклопедія історії України: у 10 т. Редкол.: В. А. Смолій (голова) та ін. — К.: Наукова думка, 2013. — Т. 10 Т-Я. — С. 667. ISBN 978-966-00-1359-9.

### Статьи
- Шульженко К. Песня о Верочке // Советская эстрада и цирк. — 1965. — № 3. — С.15.
- Шульженко К. Волшебное «чуть-чуть» // Советская эстрада и цирк. — 1966. — № 5. — С. 8-10.
- Шульженко К. Счастье петь для России (Интервью) // Советская эстрада и цирк. — 1975. — № 1. — С. 1—3.
- Берлин В. Д. Родом из детства: [К. И. Шульженко в Харькове] // Музыкальная жизнь. — 1988. — № 5. — С. 8-9.
- Изгаршев И. Клавдия Шульженко. Одиночество в розовом цвете // Аргументы и факты. — 2001. — № 11(294). — С.21.
- Каретникова М. Клавдия Шульженко: Звезда на все времена // Слобода [газета Харьковского городского совета]. — 2005. — 19 августа. — С. 15. (недоступная ссылка)